# مقاطعة سومرز (فرجينيا الغربية)
مقاطعة سومرز هي مقاطعة في فيرجينيا الغربية، بلغ عدد سكانها 13٬927  نسمة، في 2010، عاصمتها هينتون، تبلغ مساحتها 952 كيلومتر مربع.

## الموقع
تشترك في الحدود مع:
- مقاطعة غرينبريه (فرجينيا الغربية).